# Philip Gröning
Philip Gröning (Düsseldorf, 7 aprile 1959) è un regista e sceneggiatore tedesco.

## Biografia
Appassionato cinefilo, si iscrive prima alle facoltà di Medicina e Psicologia e solo in seguito entra alla Munich Film. Inizia a lavorare come assistente alla regia e attrezzista e viene scritturato come attore da Peter Keglevic e Nicolas Humbert. 
Nel 1986 Gröning fonda una società di produzione (la Philip Gröning Filmproduktion) dedicandosi sempre più assiduamente alla regia e producendo, fra gli altri Sommer (1986), Die Terroristen! (1993), L'amour, l'argent, l'amour (2001) e Il grande silenzio (2005), documento sulla vita dei monaci certosini.  
Nel 2013 dirige il film La moglie del poliziotto (Die Frau des Polizisten), presentato in concorso alla 70ª Mostra internazionale d'arte cinematografica di Venezia, dove si aggiudica il Premio speciale della giuria .
Nel 2014 è membro della giuria del concorso della 71ª Mostra internazionale d'arte cinematografica di Venezia.

## Filmografia
- Sommer (1986)
- Die Terroristen! (1993)
- Opfer Zeugen, episodio del film TV Neues Deutschland (1993)
- Philosophie (1998)
- L'amour, l'argent, l'amour (2001)
- Il grande silenzio (Die Große Stille) - documentario (2005)
- La moglie del poliziotto (Die Frau des Polizisten) (2013)
- Mein Bruder heißt Robert und ist ein Idiot (2018)